# Pístovská louka
Pístovská louka je přírodní památka ev. č. 2224 severovýchodně od města Chodová Planá v okrese Tachov. Oblast spravuje Agentura ochrany přírody a krajiny ČR. Důvodem ochrany jsou květnaté louky s výskytem ohrožených rostlinných společenstev, především sv. Violion caninae, s výskytem zvláště chráněných druhů rostlin v kategorii silně ohrožený a ohrožený: vratička měsíční (Botrychium lunaria), vstavač obecný (Anacamptis morio), prstnatec májový (Dactylorhiza majalis) aj.